# Frédéric Pierre (plongeon)
Pour les articles homonymes, voir Frédéric Pierre.
Frédéric Pierre, né le 3 juillet 1969 à Saint-Maur-des-Fossés, est un plongeur français.

## Carrière
Frédéric PIERRE remporte une médaille de bronze en plongeon synchronisé en haut vol à 10 mètres avec Gilles Emptoz-Lacote aux Championnats d'Europe 1997 à Séville.
Il participe aux Jeux olympiques d'été de 1988 à Séoul dans l'épreuve du plongeon de haut vol (plateforme de 10 mètres), aux Jeux olympiques d'été de 1992 à Barcelone, toujours en haut vol à 10 mètres,  ainsi qu'aux Jeux olympiques d'été de 2000 à Sydney, en étant double finaliste, sixième dans l'épreuve du plongeon synchronisé au tremplin de 3 mètres et huitième dans l'épreuve du plongeon synchronisé en haut vol (10 mètres) en étant toujours associé à Gilles Emptoz-Lacote.